# Huetamo de Núñez
Huetamo de Núñez – miasto w Meksyku, w stanie Michoacán.